# Антифашистський оборонний вал

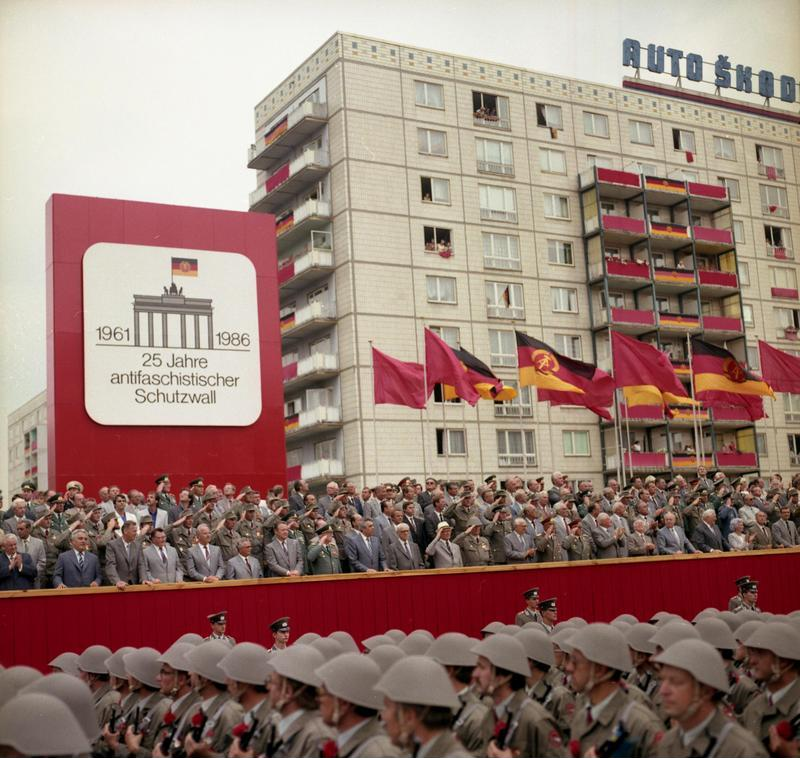
Урочистий парад Бойових груп робітничого класу з нагоди 25-ї річниці зведення Антифашистського оборонного валу. Карл-Маркс-аллее. 13 серпня 1986

Антифашистський оборонний вал (нім. Antifaschistischer Schutzwall) — пропагандистський вираз у НДР, що використовувався на офіційному рівні щодо Берлінського муру. З 1950-х років у НДР вважалося, що опозиція в першій соціалістичній державі на німецькій землі не може мати коріння, тому будь-які дії проти держави свідомо вважалися ініційованими Заходом і, отже, не переможеними там фашистськими силами. Після подій 17 червня 1953 року, які вважалися в НДР фашистським путчем, країна була змушена оборонятися від фашизму.
У серпні 1961 року правлячий бургомістр Західного Берліна Віллі Брандт назвав стіну Ганебною стіною.
У 1971 році пошта НДР випустила пам'ятні марки і конверти до 10-річчя Берлінського муру. Кореспонденцію в цих конвертах і з цими марками пошта ФРН повертала відправнику.